# NGC 1352
NGC 1352 (również PGC 13091) – galaktyka soczewkowata (SB0), znajdująca się w gwiazdozbiorze Erydanu. Odkrył ją John Herschel 11 grudnia 1835 roku.